# بيل كيلسو
بيل كيلسو (بالإنجليزية: Bill Kelso)‏ هو لاعب كرة قاعدة أمريكي، ولد في 19 فبراير 1940 في كانساس سيتي في الولايات المتحدة، وتوفي في 11 مايو 2009 في نورث كانساس في الولايات المتحدة.

## وصلات خارجية
- بيل كيلسو على موقعبيزبول رفرنس.كوم (الدوري الرئيسي) (الإنجليزية)